# Gouvernement Kaarlo Castrén
République de Finlande
Ingman I Vennola I
Le gouvernement Kaarlo Castrén est le 4e gouvernement de la République de Finlande.
Le gouvernement a siégé 121 jours du 17 avril 1919 au 15 août 1919. 
Le Premier ministre est Kaarlo Castrén. 

## Composition
Le gouvernement est composé des ministres suivants:
| Ministère                                      | Ministre           | Période             | Parti | Parti          |
| ---------------------------------------------- | ------------------ | ------------------- | ----- | -------------- |
| Premier ministre                               | Kaarlo Castrén     | 17.4.1919–15.8.1919 |       | KE             |
| Ministre des Affaires étrangères               | Carl Enckell       | 19.2.1982- 6.5.1983 |       | indépendant    |
| Ministre des Affaires étrangères               | Rudolf Holsti      | 28.4.1919–15.8.1919 |       | KE             |
| Vice-ministre des Affaires étrangères          | Leo Ehrnrooth      | 17.4.1919–19.6.1919 |       | RKP            |
| Ministre de la Justice                         | Karl Söderholm     | 19.2.1982- 6.5.1983 |       | RKP            |
| Ministre de l'Intérieur                        | Carl Voss-Schrader | 17.4.1919–15.8.1919 |       | indépendant    |
| Ministre de la Guerre                          | Rudolf Walden      | 17.4.1919–15.8.1919 |       | indépendant    |
| Ministre des Finances                          | August Ramsay      | 17.4.1919–15.8.1919 |       | RKP            |
| Ministre des Églises et de l'Éducation         | Mikael Soininen    | 17.4.1919–15.8.1919 |       | KE             |
| Ministre de l'Agriculture                      | Kyösti Kallio      | 17.4.1919–15.8.1919 |       | Parti agrarien |
| ministre des transports et des travaux publics | Eero Erkko         | 17.4.1919–15.8.1919 |       | KE             |
| Ministre du commerce et de l'industrie         | Juho Vennola       | 17.4.1919–15.8.1919 |       | KE             |
| Ministre des Affaires sociales                 | Santeri Alkio      | 17.4.1919–15.8.1919 |       | Parti agrarien |
| Ministre de l'alimentation                     | Mikko Collan       | 17.4.1919–15.8.1919 |       | KE             |
| Ministre sans portefeuille                     | Mikko Luopajärvi   | 17.4.1919–15.8.1919 |       | Parti agrarien |